# Pseudobagarius meridionalis
Pseudobagarius meridionalis  es una especie de pez de la familia Akysidae en el orden de los Siluriformes.

## Morfología
Los machos pueden llegar alcanzar los 3,1 cm de longitud total.

## Distribución geográfica
Se encuentran en Asia: sur de Borneo.